# جزیره برایبی
جزیره برایبی (انگلیسی: Bribie Island) یکی از جزایر استرالیاست که در اقیانوس آرام قرار دارد. این جزیره در ایالت کوئینزلند و در منطقه مجاور مورتون بی قرار گرفته است. طول جزیره برایبی ۳۴ کیلومتر و عرض آن ۸ کیلومتر است.